# Concordia civium murus urbium
Concordia civium murus urbium è una locuzione latina che significa: "la concordia degli abitanti è la [migliore] cinta muraria delle città".
Nello stesso periodo della sua presumibile datazione, lo storico Tito Livio così scriveva: nil concordi collegio firmius ad rempublicam tuendam (Storie, 10,22), per significare che "niente è più sicuro per la salvezza di uno Stato di un collegio di governanti concordi". Analoga sentenza, sia pure espressa diversamente, la ritroviamo sempre in Livio: duas ex una civitate discordia facit ("la discordia divide la città in due" (Storie, 11,24). 
Sallustio nel Bellum Iugurthinum (10,6) usa un'espressione simile per esporre lo stesso concetto: concordia parvae res crescunt, discordia maximae dilabuntur ("nella concordia le piccole cose crescono, con la discordia anche le più grandi rovinano").